# 존 뮤어
존 뮤어 (1838년 4월 21일~1914년 12월 24일)는 스코틀랜드계 미국인으로:42 자연주의자이자 작가, 환경 철학자, 식물학자, 동물학자, 빙하학자였고, 미국의 야생 보호를 지지한 초기 인물이었다. '국립공원의 아버지'로도 불렸다.
존 뮤어 네바다 산의 등산로를 존 뮤어 트레일이라고 부르고 있다.